# Cinglage (métallurgie)

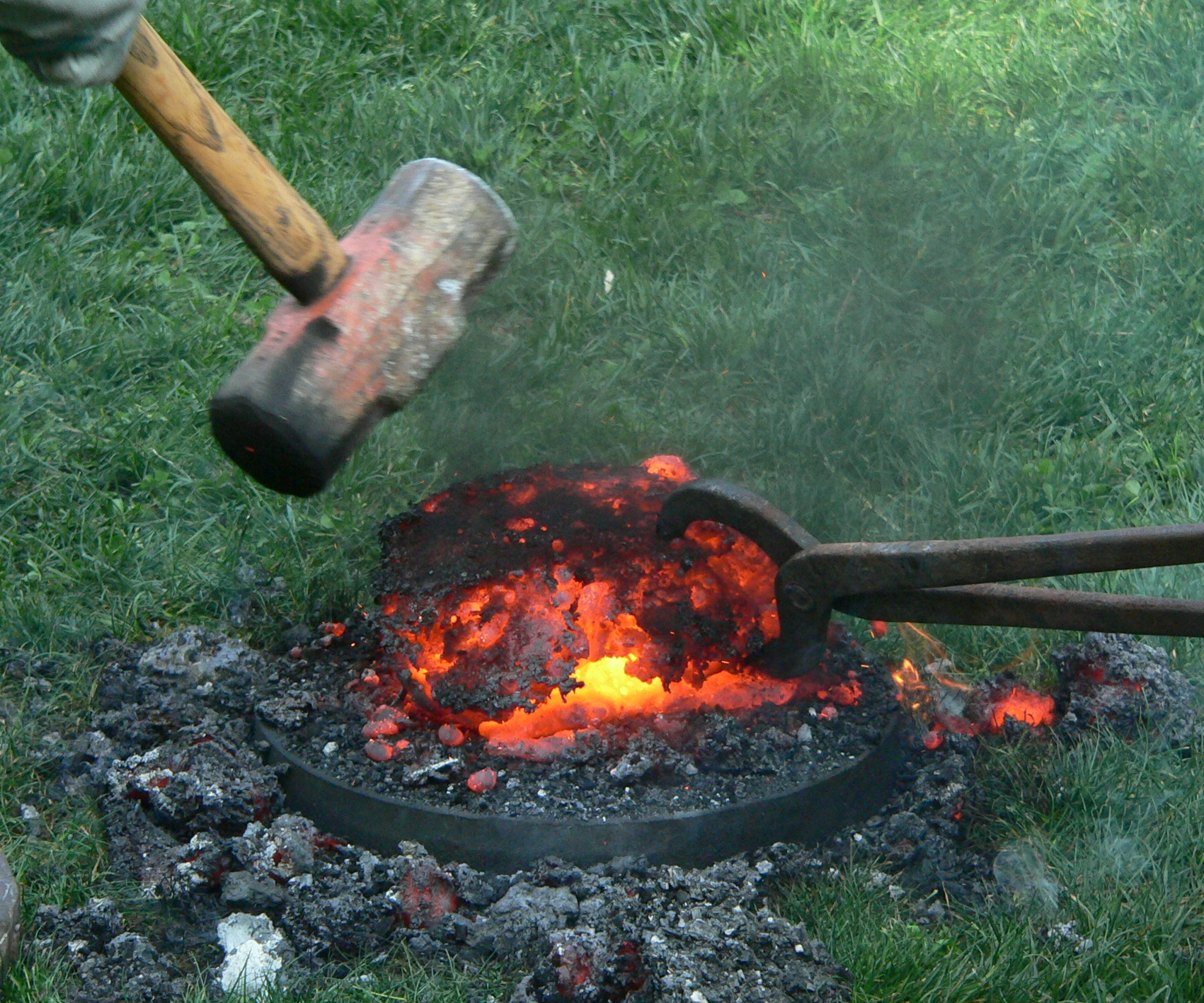
Cinglage d'une loupe de fer obtenue dans un bas-fourneau (reconstitution).

En métallurgie, le cinglage est une opération qui consiste à marteler une loupe de métal de manière à en extraire les scories de la matrice métallique. Le cinglage se déroule à chaud quand les scories sont encore liquides et consiste en une compression de la loupe.
Le cinglage (aussi appelé martelage) va transformer la loupe en un bloc de métal exempt d'inclusions.

## Étapes de préparation
Réalisée par le forgeron, cette opération suit le « refoulement », qui se fait manuellement et a pour objectif de créer la loupe. 
Le cinglage précède le forgeage, qui permet d'obtenir le corroyage et la forme géométrique désirés. 
À l'ouverture du fourneau ou à sa destruction, le forgeron retire de sa tenaille une loupe de laquelle « suent » des scories. Ces scories sont expulsées par un martelage violent. Le cinglage demande du savoir-faire, car il faut travailler la loupe pour en chasser le maximum de scories sans que celle-ci se désagrège :

« Obtenir, dans une loupe de fer spongieux, le même degré de propreté et d'homogénéité que la fusion détermine dans les lingots de métaux fusibles, tel est le but essentiel que doit se proposer un bon cinglage. […]
Dans cette première partie de l'élaboration mécanique du fer, on vise donc à la condensation de la matière métallique et l'on doit éviter l'étirage.
Il n'en est plus de même quand il s'agit de profiler le fer, de transformer un lopin cinglé en une barre d'une certaine longueur et d'une section déterminée. […] Si l'on veut de la ténacité dans les barres, il ne faut les étirer qu'après un cinglage ou un soudage parfait, surtout lorsque l'appareil d'étirage n'est capable que d'une compression transversale limitée. »

— Grüner & Lan (1862). État présent de la métallurgie en Angleterre, p. 411-412.
Pendant toute la durée du cinglage, la loupe est exposée à l'air. L'oxydation du fer provoque une perte de métal. 
Le refroidissement gêne à la fois l'écoulement des scories et la soudure du fer. Celui-ci est d'autant plus rapide que la loupe est petite ; il est donc préférable de disposer d'outils puissants. 
Cette opération a été mécanisée très tôt, au IIe siècle en Chine et au XIIe siècle en Europe, avec l'utilisation de martinets mus par l’énergie hydraulique. En 1841, l'invention du marteau-pilon permet à la fois le cinglage et le forgeage précis de grandes pièces :

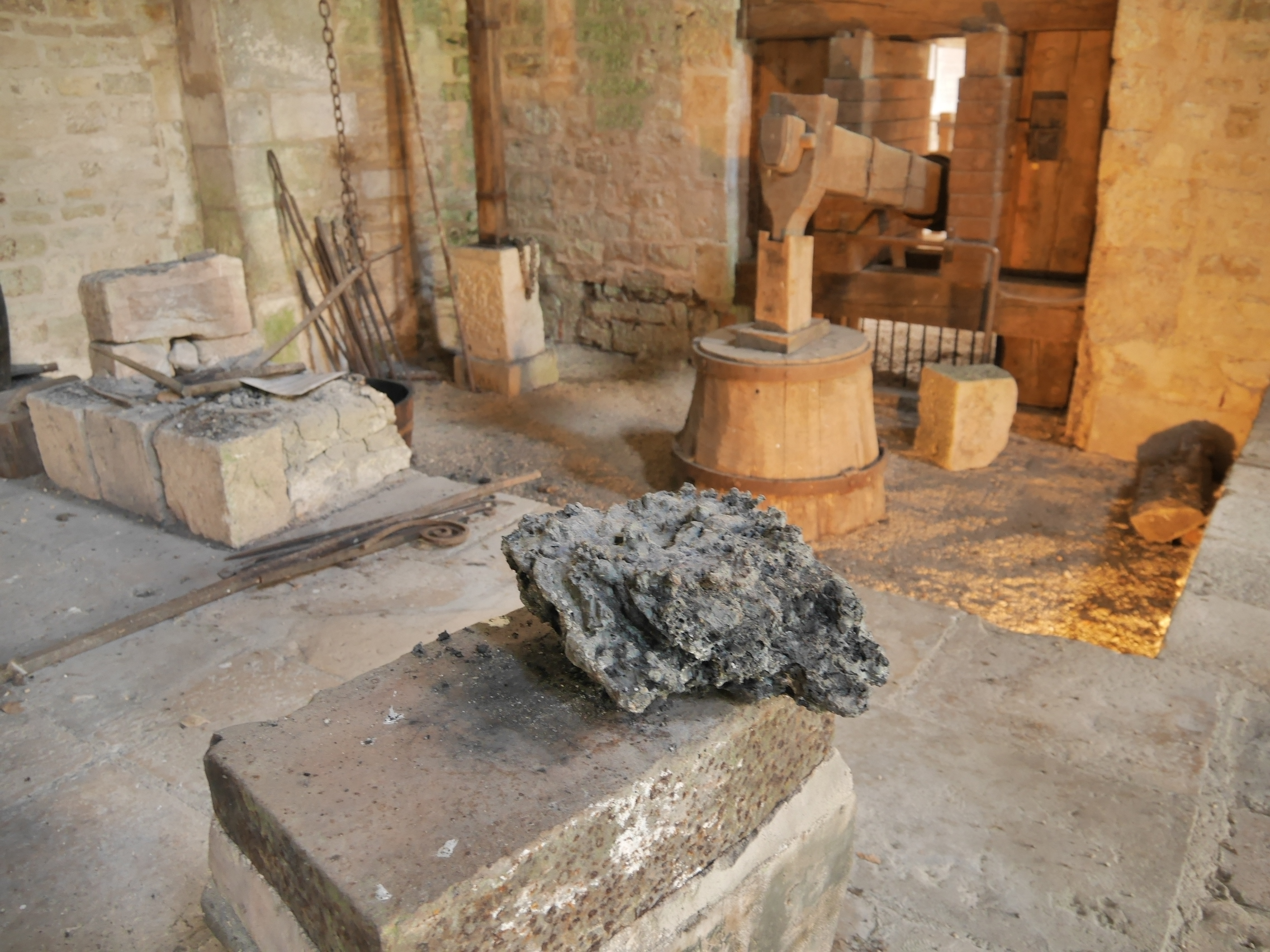
Loupe et Martinet à l'abbaye de Fontenay.
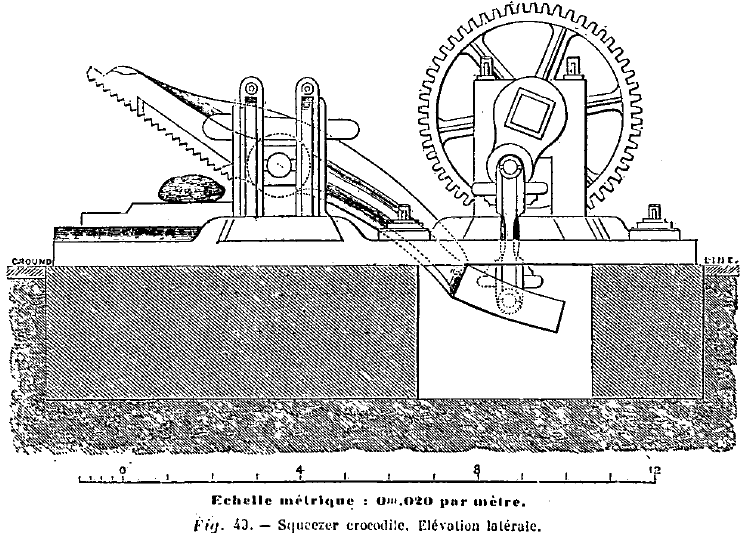
Presse crocodile développée pour améliorer le cinglage après le puddlage.
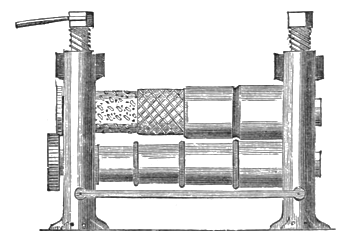
Laminoir de cinglage utilisé après puddlage.
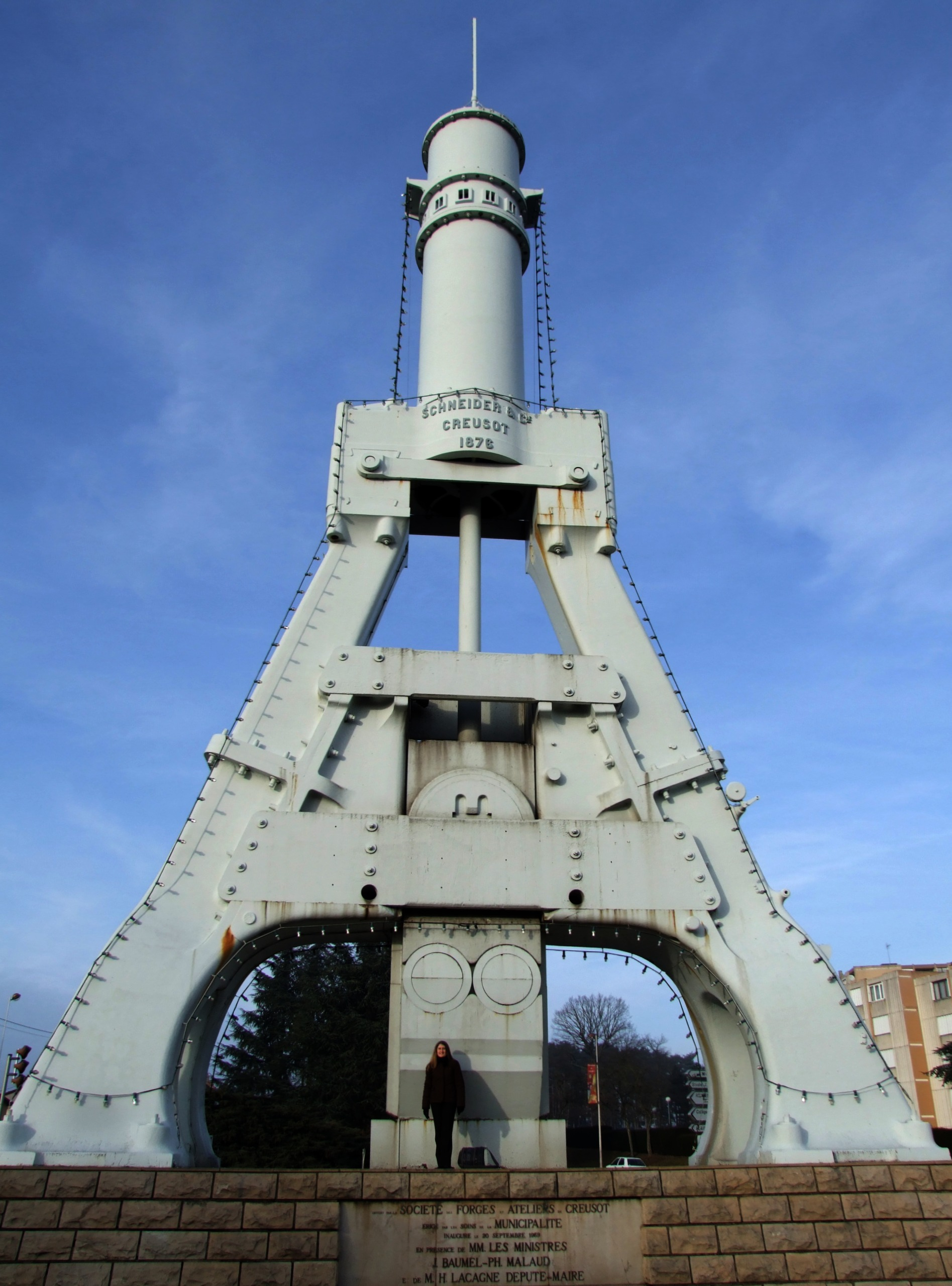
Le marteau-pilon géant du Creusot, construit en 1877.